# Hans Knappertsbusch

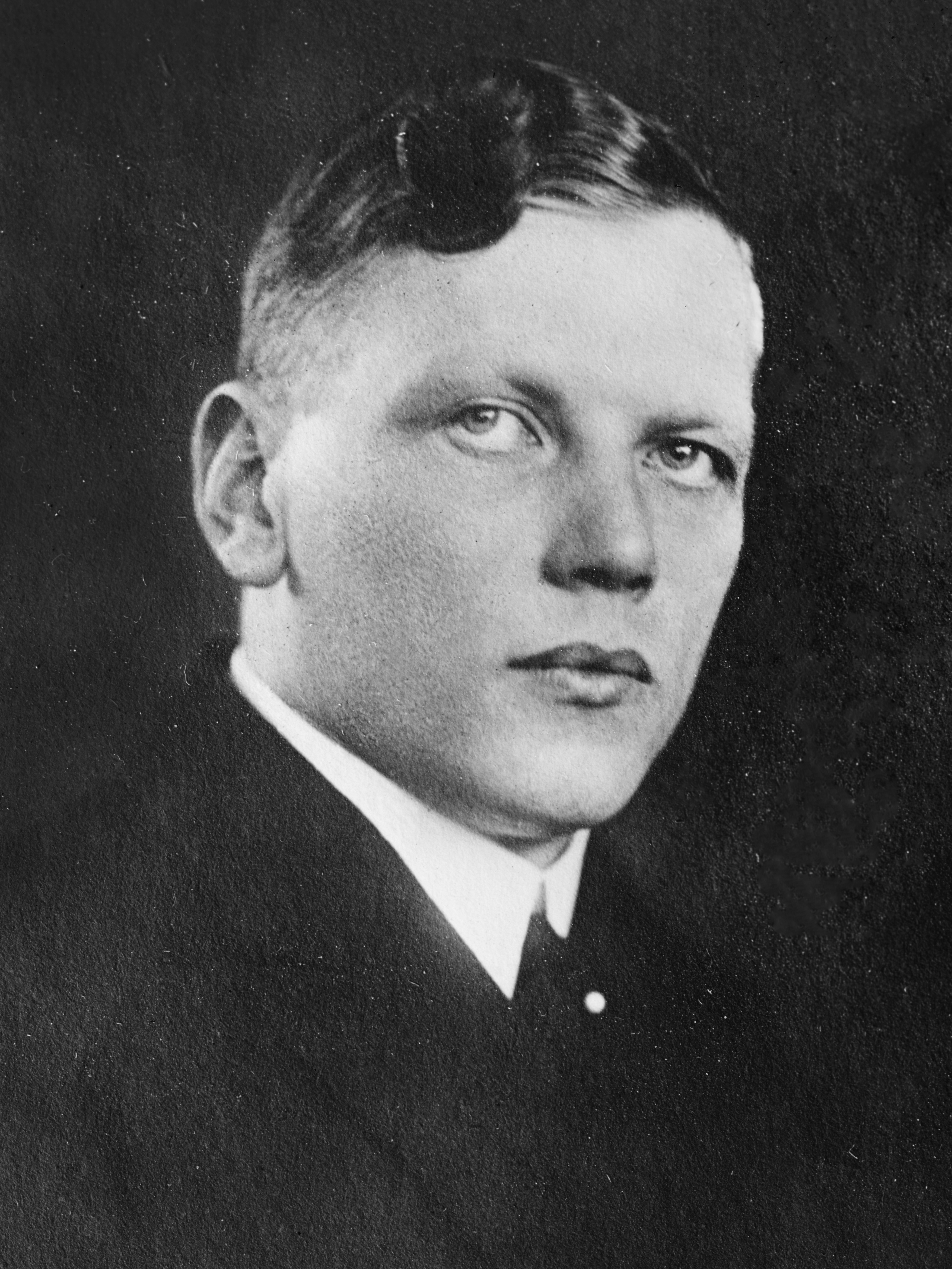
Hans Knappertsbusch

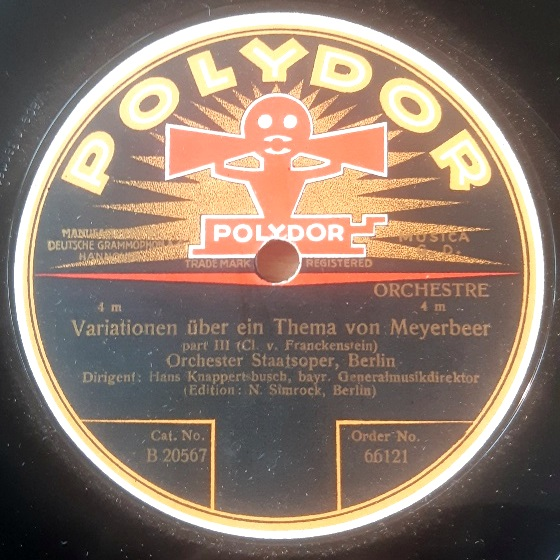
Von Knappertsbusch dirigierte Schallplatte mit einer Komposition seines Münchner Direktors Clemens von Franckenstein (Berlin 1924)

Hans Knappertsbusch (* 12. März 1888 in Elberfeld (heute: Stadtteil von Wuppertal); † 25. Oktober 1965 in München) war ein deutscher Dirigent.

## Lebenslauf

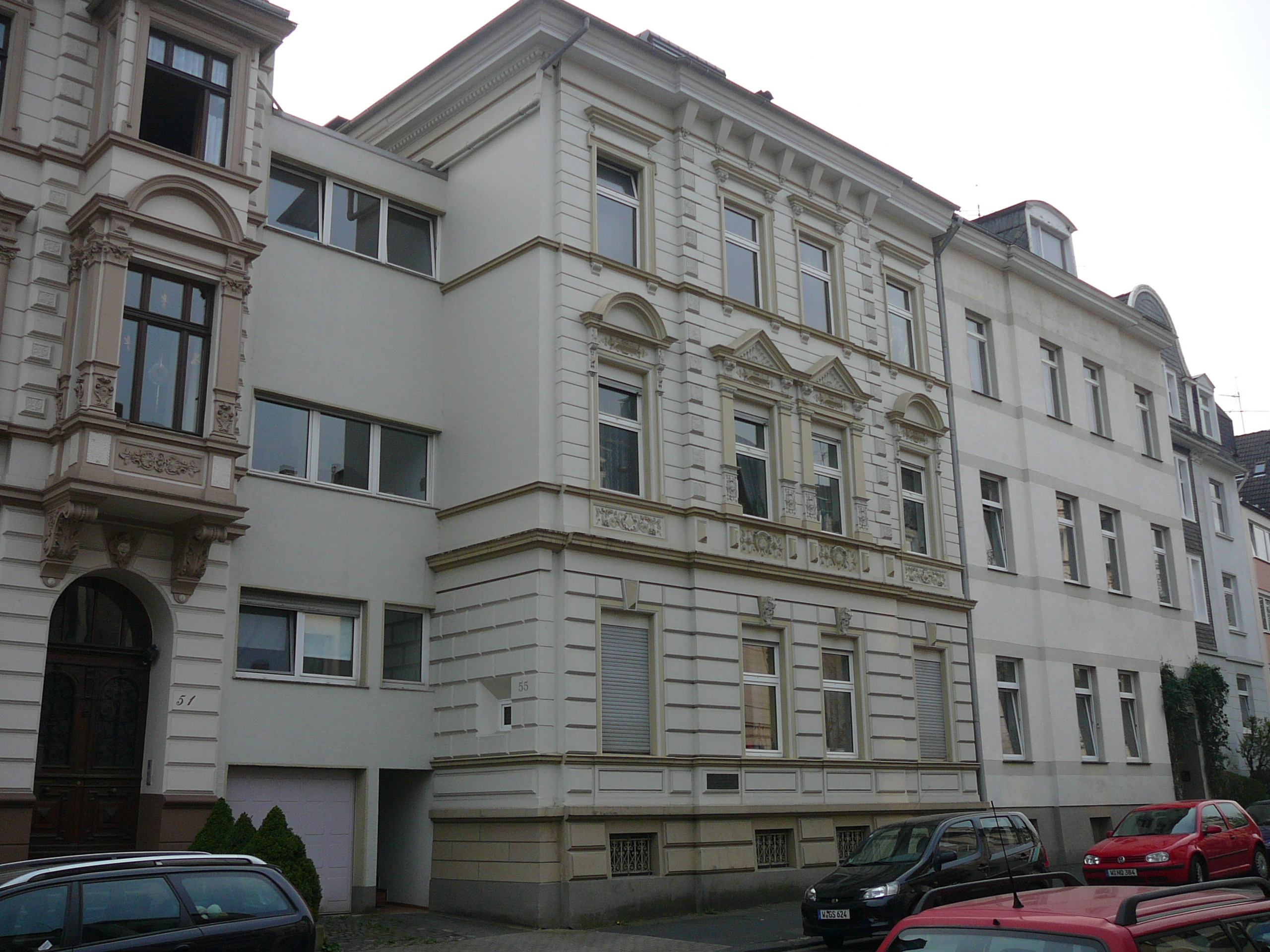
Geburtshaus von Knappertsbusch

Hans Knappertsbusch wurde als Sohn eines Elberfelder Spirituosen-Fabrikanten geboren. Sein Interesse für das Dirigieren zeigte er bereits als Schüler, indem er das Orchester des örtlichen Gymnasiums leitete. Nach dem Schulabschluss studierte er – gegen den Willen seiner Eltern – am Konservatorium in Köln. Das Dirigieren erlernte er dort bei dem damals berühmten Fritz Steinbach. Stationen seines frühen Wirkens als Kapellmeister waren ab 1909 Mülheim an der Ruhr, Bochum, Elberfeld und Leipzig. Parallel dazu assistierte er von 1909 bis 1912 in Bayreuth dem damaligen Festspielleiter Siegfried Wagner und vor allem auch dem Wagner-Dirigenten Hans Richter. Dies war eine Zeit, die prägenden Einfluss auf seinen musikalischen Interpretationsstil hatte und seine Entwicklung zum Wagner-Dirigenten von internationalem Format einleitete. 1914 errang er erstes Aufsehen durch die Leitung der Wagnerfestspiele in Holland. Sein Weg führte ihn sodann über die Dessauer Hofoper, wo er 1919 Deutschlands jüngster Generalmusikdirektor wurde, nach München. Hier wurde er 1922 Nachfolger von Bruno Walter als Leiter der Bayerischen Staatsoper und der Akademiekonzerte im Odeon, eine Position, welche er bis 1935 innehatte. 1924 erfolgte seine Ernennung zum Professor.

### Zeit des Nationalsozialismus
Als 1933 Thomas Mann zu Richard Wagners 50. Todestag in München einen Vortrag unter dem Titel Leiden und Größe Richard Wagners hielt, in der er Wagner und sein Werk einerseits würdigte, aber auch einer vielschichtigen Kritik unterzog, fühlte sich der leidenschaftliche Wagnerverehrer Knappertsbusch herausgefordert, sein Idol zu verteidigen, und verfasste unter Mitwirkung von Hans Pfitzner einen „Protest der Richard-Wagner-Stadt München“, in dem die Kritik Manns in scharfen Worten zurückgewiesen wurde, vor allem aber die Unterstützung Manns für die Weimarer Republik denunziert wurde. Die Protestnote wurde von etwa 40 namhaften Kulturträgern der Stadt München, unter anderem auch von Richard Strauss, sowie von politischen Repräsentanten unterzeichnet und im Rundfunk sowie in den Münchner Neuesten Nachrichten veröffentlicht.
Knappertsbuschs politische Einstellung war deutschnational, er war aber kein Mitglied der NSDAP. Er stand dem Nationalsozialismus auch nicht mit Sympathie gegenüber und nahm kein Blatt vor den Mund. Seine persönliche Antipathie gegenüber der Partei führte dazu, dass er von den Nationalsozialisten schon bald als „politisch unzuverlässig“ eingestuft wurde. Da er zudem nicht davor zurückschreckte, in seiner unverblümten Art Adolf Hitler persönlich vor den Kopf zu stoßen, blieben die Konsequenzen nicht lange aus: 1935 wurde er als Münchner Opernchef abgesetzt und mit Arbeitsverbot belegt. Das Verbot wurde allerdings bald wieder aufgehoben, weil es im Dritten Reich an hervorragenden Dirigenten fehlte. Sein Nachfolger als Operndirektor wurde 1937 der von Hitler favorisierte und politisch fügsamere Clemens Krauss.
Wegen der Münchner Vorgänge verlagerte Knappertsbusch seinen Wirkungsschwerpunkt nun nach Österreich. 1936 trat er erstmals an der Wiener Staatsoper auf, wo er zum ständigen Gastdirigenten avancierte und auch, obwohl ohne offizielles Amt, an der Geschäftsführung der Staatsoper bis 1944 wesentlich beteiligt war. Auch bei den Salzburger Festspielen, bei denen er 1929 debütiert hatte, wirkte er ab 1937 wieder mit. Ebenfalls von 1937 an bis zu seinem Tod dirigierte er viele Male die Wiener Philharmoniker. Nach dem Anschluss Österreichs an das Deutsche Reich 1938 arbeitete Knappertsbusch nach und nach wieder auf deutschem Gebiet und unternahm während des Krieges auch einige Tourneen in die von Deutschland besetzten oder mit Deutschland verbündeten Länder, hauptsächlich mit den Berliner Philharmonikern mit Konzerten, deren Leitung Wilhelm Furtwängler abgelehnt hatte.
Trotz seines gespannten Verhältnisses zu den Nationalsozialisten beteiligte er sich zuweilen auch an NS-nahen Veranstaltungen, wie etwa zwei Konzerten zur Feier von Hitlers Geburtstag 1943 und 1944. Am 30. Januar 1943 wurde ihm von Hitler das Kriegsverdienstkreuz II. Klasse ohne Schwerter verliehen. Knappertsbuschs Lage während der NS-Zeit war damit ähnlich wie bei seinem nahezu gleichaltrigen Dirigenten-Kollegen Wilhelm Furtwängler: Tief in deutscher Kultur und Kunst verwurzelt, konnte und wollte er sich nicht vorstellen zu emigrieren. Für eine künstlerische Tätigkeit im nationalsozialistischen Deutschland war es aber für einen namhaften Dirigenten auf Dauer unmöglich, sich der Inbeschlagnahme durch das Regime zu entziehen; somit sah er sich zu einer Kooperation genötigt. In der Endphase des Zweiten Weltkriegs wurde er im August 1944 in die von Hitler genehmigte Gottbegnadeten-Liste der wichtigsten Dirigenten aufgenommen, was ihn von einem Kriegseinsatz, auch an der Heimatfront, bewahrte.

### Nach dem Zweiten Weltkrieg
Nach dem Krieg übernahm er 1945 zunächst wieder das Amt des Generalmusikdirektors der Bayerischen Staatsoper, bekleidete es allerdings nicht allzu lange: Bedingt durch seine berufliche Betätigung während des Dritten Reiches, verhängten die Amerikaner im Herbst 1945 ein Berufsverbot über ihn, welches jedoch im Dezember 1946 – von diesen als Irrtum erkannt – mit entsprechenden Entschuldigungen wieder zurückgenommen wurde. Sein Nachfolger als Generalmusikdirektor in München war jedoch 1946 Georg Solti geworden. Nach seiner Rehabilitierung nahm Knappertsbusch keine feste Stelle mehr an. Die Schwerpunkte seines Wirkens waren von da an München, Wien und ab 1951 Bayreuth. Als Domizil wählte er nach Kriegsende zunächst Bayreuth, dann München.
Von 1947 bis 1950 arbeitete er auch im Theater an der Wien, dem Ausweichquartier der Wiener Staatsoper, und ab November 1955 leitete er wieder Aufführungen an der nach dem Wiederaufbau neu eröffneten Staatsoper. Dies waren jedoch seine letzten Auftritte im Haus am Ring, der 1956 antretende Direktor Herbert von Karajan engagierte ihn nicht mehr. Die lieb gewonnene Zusammenarbeit mit den Wiener Philharmonikern setzte er ab 1947 fort, insbesondere auch als Dirigent von Schallplattenaufnahmen sowie in Orchesterkonzerten im Theater an der Wien und bei den Salzburger Festspielen.
Ein weiterer Wirkungsschwerpunkt zeichnete sich 1951 ab: Die neuen Festspielleiter von Bayreuth, Wieland Wagner und Wolfgang Wagner, engagierten ihn zur Wiedereröffnung der Bayreuther Festspiele nach dem Krieg. Mit Ausnahme 1953 trat er dort bis 1964 jedes Jahr auf und dirigierte den Ring, den Fliegenden Holländer sowie die Meistersinger von Nürnberg, vor allem aber Parsifal. Mit Parsifal hatte er auch am 13. August 1964 seinen letzten Auftritt.
Hans Knappertsbusch starb am 25. Oktober 1965 in München an den langwährenden Folgen eines Oberschenkelhalsbruches und wurde auf dem Bogenhausener Friedhof in München beigesetzt (Grab Mauer links Nr. 53).

## Künstlerische Bedeutung

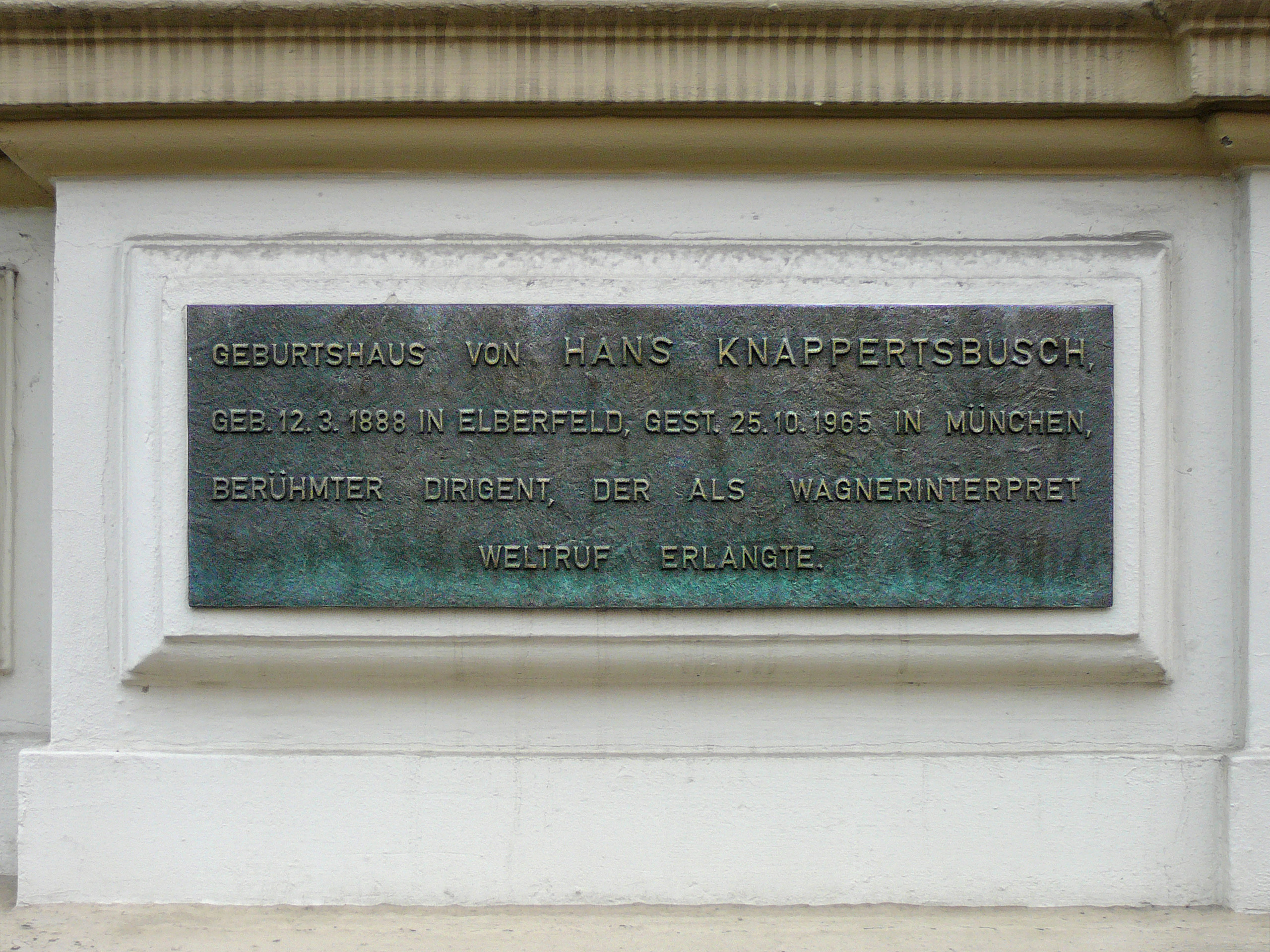
Gedenktafel am Geburtshaus

Berühmt wurde Knappertsbusch für seine Aufnahmen von Werken von Ludwig van Beethoven, Anton Bruckner, Johannes Brahms und Richard Strauss, die von großer innerer Ruhe und langem, spannungsgeladenem Atem sind. Vor allem jedoch wird er als einer der bedeutendsten Wagner-Interpreten des letzten Jahrhunderts angesehen. Die Werke Richard Wagners lagen ihm sehr am Herzen, und in der Nachkriegszeit dirigierte er bei den Bayreuther Festspielen ohne Gage. Am meisten liebte er Parsifal, von den 95 Auftritten, die er in Bayreuth absolvierte, war dieses Werk 55-mal vertreten.
Die künstlerische Ausrichtung des weltanschaulich konservativen Knappertsbusch war an der Tradition orientiert, mit Neuerungen konnte er wenig anfangen, moderne Inszenierungen der Nachkriegszeit etwa waren ihm ein Gräuel. In seinen jüngeren Jahren war er jedoch auch den zeitgenössischen Werken durchaus aufgeschlossen, wenn sie auch mit zunehmendem Alter nicht mehr im Zentrum seines Interesses standen. So stand er in seiner Zeit als Münchner Generalmusikdirektor bei der Uraufführung von sieben Opern am Pult: Don Gil von den grünen Hosen von Braunfels, Das Himmelskleid von Wolf-Ferrari, Samuel Pepys von Coates, Die geliebte Stimme von Weinberger, Lucedia von Giannini und Das Herz von Pfitzner.
Die Schwerpunkte seiner Tätigkeit waren zwar die Länder des deutschsprachigen Raumes, jedoch führten den auch international sehr gefragten Dirigenten zahlreiche Gastspiele an Opernhäuser in ganz Europa. Im Verlauf seiner Karriere erstreckte sich seine Tätigkeit von Petersburg bis Madrid, von Stockholm bis Neapel. Nach dem Krieg war er insbesondere oft in Paris tätig. Engagements außerhalb Europas nahm er jedoch nicht an, auch ein Angebot der Metropolitan Opera in New York lehnte er ab.
Knappertsbusch probte nur ungern und sehr ökonomisch und verließ sich lieber auf die Intuition während der Aufführung. Obwohl seine Gestik beim Dirigieren meist sparsam war, gelang es ihm, kraft seiner suggestiven Persönlichkeit, das Orchester zu Höchstleistungen anzuspornen. Manchmal reichten ihm Blicke und Mienenspiel, um den Musikern seinen Willen mitzuteilen. Da er die Spontaneität des Augenblicks bei der Wiedergabe der musikalischen Werke liebte, war er auch kein großer Freund von Studioaufnahmen für die Schallplattenindustrie, von denen es relativ wenige gibt. Jedoch sind zahlreiche Live-Mitschnitte seiner Aufführungen erhalten.

## Persönlichkeit
Knappertsbusch gab ein für einen Dirigenten ungewöhnliches Erscheinungsbild ab: Sein uneitles, geradliniges, auch bärbeißiges Wesen, kombiniert mit einer gewissen imperatorhaften Aura, die er ausstrahlte, und seine im Alter entwickelte Menschenscheu brachten dem Mann aus dem Bergischen Land in München und Wien eine auch über Opernkreise hinausgehende ungewöhnliche Popularität ein; ihm wurde „die Ehre der Volkstümlichkeit zuteil“. Im Volksmund wurde er einfach „der Kna“ genannt.
Wie bei vielen Künstlerpersönlichkeiten vereinten sich in Knappertsbusch ambivalente Wesenszüge. Sein Charakter war bestimmt durch Kraft, Eigenwilligkeit und derbe Robustheit, denen aber eine hohe Empfindsamkeit und eine leichte Verstörbarkeit gegenüberstanden. Bei Publikum und Orchester war er beliebt wegen seiner unkomplizierten und vergleichsweise bescheidenen Wesensart. Am Ende einer Aufführung verbeugte er sich zunächst vor dem Orchester, damit dokumentierend, dass diesem ein wesentlicher Anteil am Gelingen zuzuordnen ist. Die Musiker behandelte er nicht als Untergebene, sondern als Mitarbeiter. Aus der unmittelbaren, entbehrungsreichen Nachkriegszeit ist bekannt, dass er wesentliche Teile seiner Gagen zur Unterstützung seiner Musiker verwendete. Erst spät wurde bekannt, dass Knappertsbusch während der nationalsozialistischen Herrschaft Verfolgte unterstützt hat.
Auf der anderen Seite war er auch bekannt und bei manchem gefürchtet für seine Derbheit und seine ungehobelte und auch nachtragende Wesensart. Der Zorn des Maestros war zuweilen leicht zu entzünden, recht ordentliche verbale Entgleisungen waren dann keine Seltenheit. Insbesondere wurden die Sängerinnen und Sänger bei Fehlern selbst während der Aufführung oft mit lautstarken Obszönitäten bedacht, wie z. B. die berühmte Sopranistin Birgit Nilsson zu berichten wusste. Berüchtigt sind auch seine Beschimpfungen der Nazi-Machthaber, wobei ihm nur aufgrund seiner prominenten Stellung keine lebensgefährdenden Probleme erwuchsen.
Andreas Novak charakterisiert ihn somit wohl recht zutreffend als den „ruppigen Humanisten“.

## Privatleben

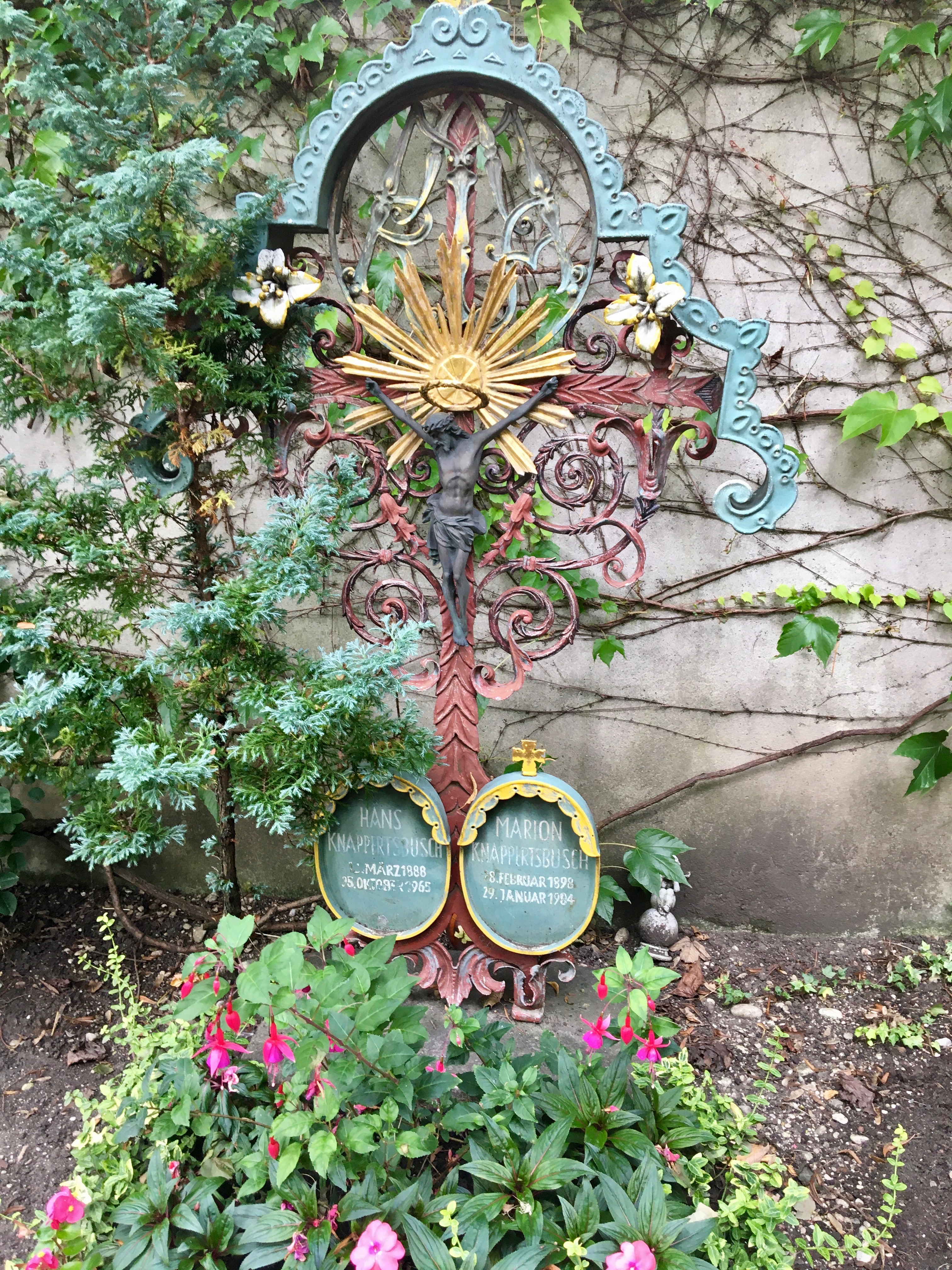
Grab am Bogenhauser Friedhof

Knappertsbusch war nach einer 1914 aufgelösten Verlobung mit der schlesischen Konzertsängerin Käte Jaenicke zweimal verheiratet. 1918 heiratete er Ellen Selma Neuhaus aus Elberfeld (1896–1987). Aus dieser Ehe ging die Tochter Anita (1919–1938) hervor, die schon in jungen Jahren an einem Gehirntumor starb. Die Ehe mit Ellen Knappertsbusch wurde 1925 geschieden. 1926 ehelichte er Marie „Marion“ von Leipzig (1898–1984), Tochter von Erich von Leipzig, mit der er bis zu seinem Lebensende verheiratet war; sie war eine Halbschwester von Hans-Hasso von Veltheim und Enkelin von Hugo von Leipziger.
Freundschaften pflegte Knappertsbusch mit den Komponisten Hans Pfitzner, Erich Wolfgang Korngold, Richard Strauss und dem Dirigenten Leo Blech.

## Auszeichnungen

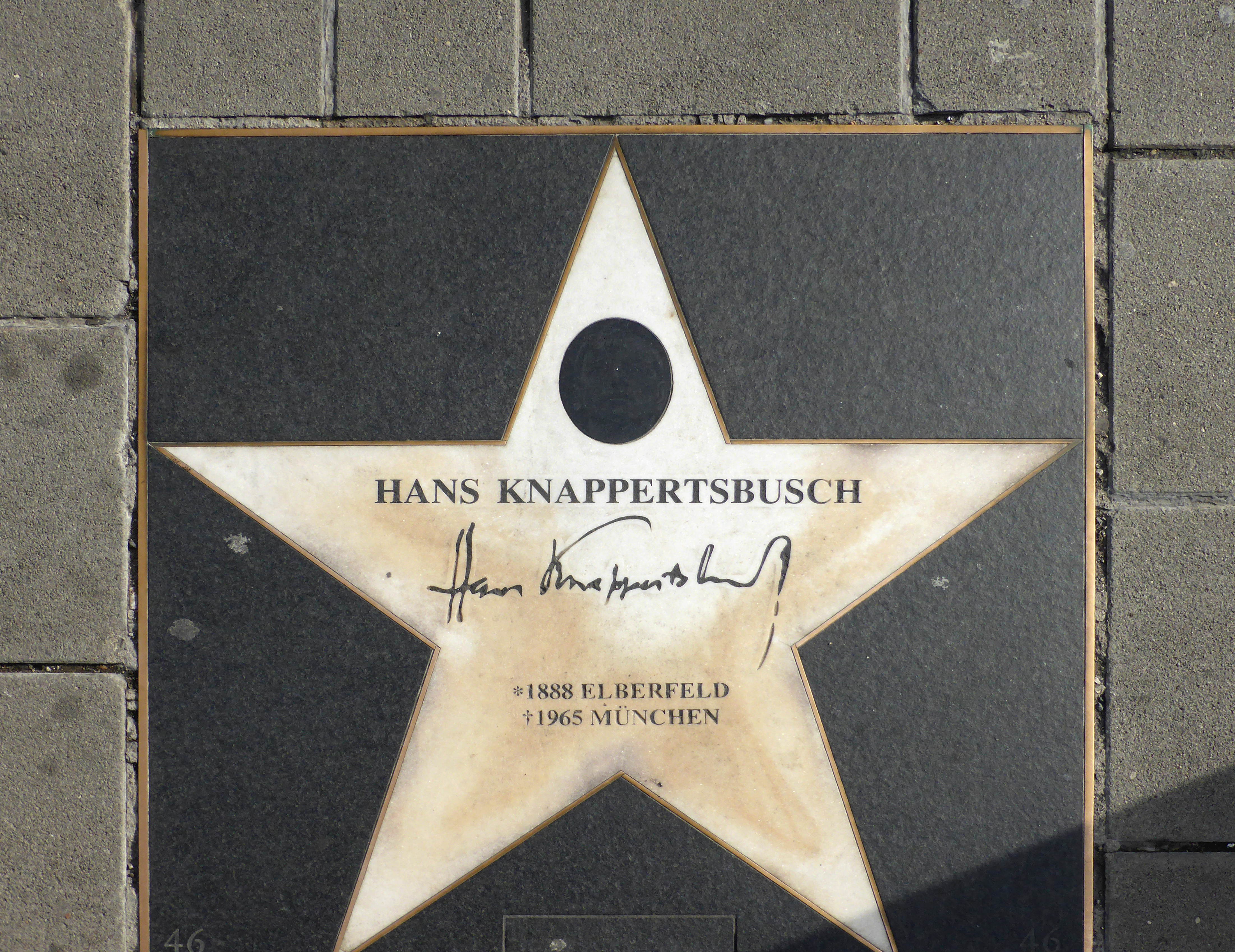
Musik Meile Wien

- 1944: Komtur des Ordens des heiligen Jakob vom Schwert
- 1953: Ehrenbürger der Stadt Bayreuth
- 1958: Bayerischer Verdienstorden; Chevalier der Ehrenlegion
- 1963: Ehrenbürger der Stadt München
- 1963: Österreichisches Ehrenzeichen für Wissenschaft und Kunst